# MareNostrum (supercomputador)

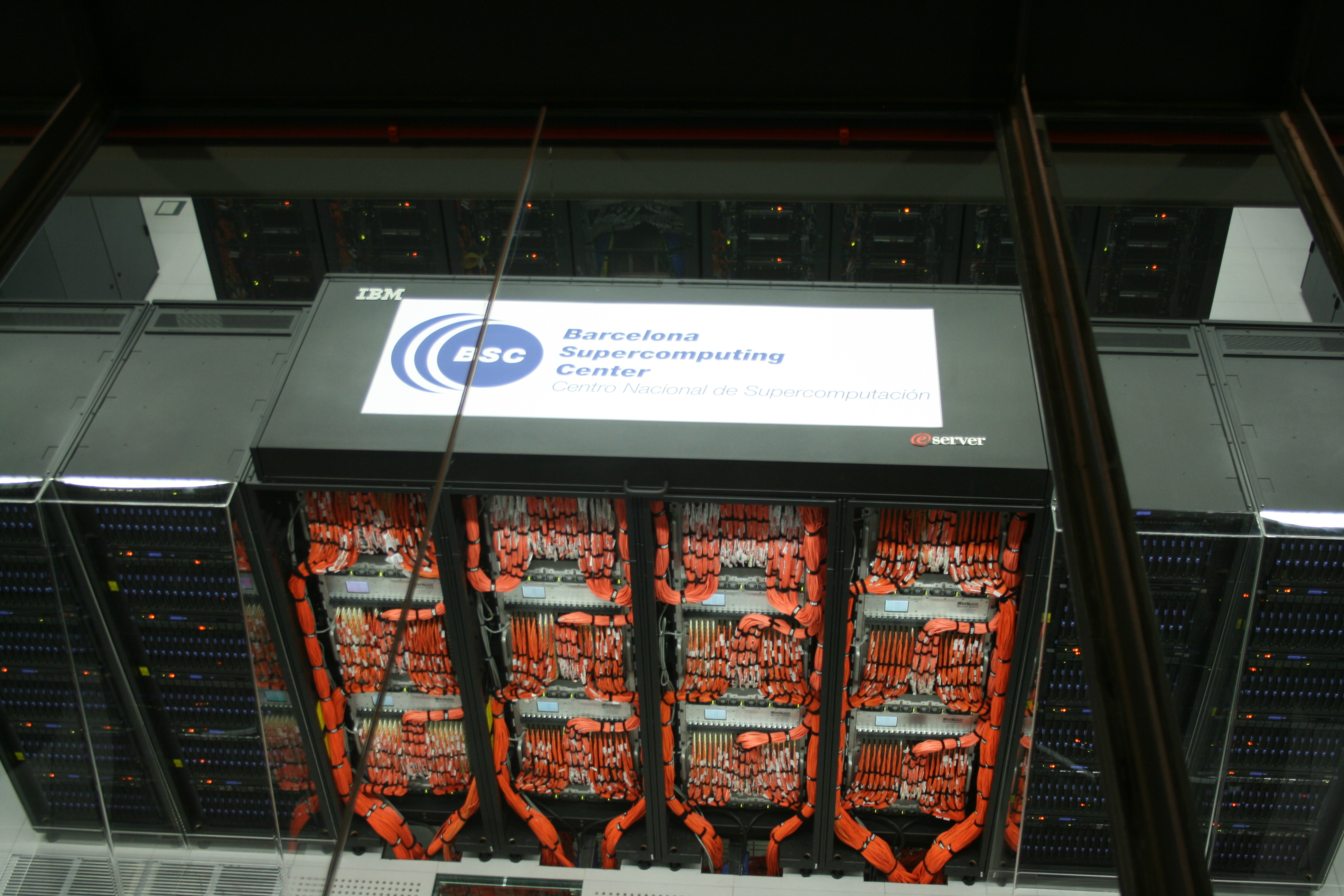
Redoma de vidro no Centro Nacional de Supercomputación, onde o MareNostrum fica armazenado

MareNostrum é um supercomputador instalado no Centro Nacional de Supercomputación, Barcelona. É o mais potente da Espanha e um dos mais potentes da Europa segundo a lista TOP 500. Já ocupou a quinta posição em 2006 e em 2009 estava na 77° posição.